# H・L・ハンリー (潜水艇)
H・L・ハンリー（英: H. L. Hunley、以下、単にハンリーと表記）は、アメリカ連合国の潜水艦である。
南北戦争において実戦投入され、北軍（アメリカ合衆国）のスループ艦1隻を撃沈したが、帰投することなく沈没した。「史上初めて敵艦を撃沈した潜水艦」であり、戦争で果たした役割こそ小さかったものの、海戦の歴史においては多大な役割を果たした艦である。

## 艦歴
ハンリーは敵艦船を沈没させた最初の戦闘用潜水艦となった。しかし一方で完全に潜水できずに沈没、または攻撃成功後に自身も沈没してしまった。その短い就役期間の間に3度沈没し、合計21人の乗組員が死亡。海面下での戦闘のメリットとデメリットを示した潜水艦である。
艇長40フィート（12.0 m）弱、アラバマ州モービルで建造され、1863年7月に進水した。その後、鉄道で8月13日にサウスカロライナ州チャールストンに運ばれ、南軍（アメリカ連合国軍）管理下に入り、そして就役直後に既に死去していた設計者ホレス・ローソン・ハンリーにちなみ「H・L・ハンリー」と名付けられた。
設計者のホレス自身の3隻目の設計艦であったと同時に、その建艦資金は民間人だったホレスの自費で賄われており、目的は南軍が北軍の軍艦撃沈に賭けた報奨金目当てだった。建艦後、1863年7月31日に攻撃力のデモンストレーションとして古い「はしけ」を撃沈することに成功している。その後チャールストンで南軍の将軍だったボーリガード将軍に展示され、南軍の管理化に入った。
乗員は8名だが、実戦で使用される前に3度交代している。1組目は南軍に引き渡される以前である初期の運用試験中に、開いた乗船ハッチが偶然別の船の航跡と重なったことで浸水し、脱出できなかった5名が死亡した。2組目は南軍所属の8名がチャールストンで採用されたが、1863年10月15日、軍事演習中に沈没し全員が死亡、翌年実戦に向かうこととなる3組目の8名が新たに乗組員として乗艦している。
1864年2月17日、チャールストン外港で封鎖任務にあたっていた北軍（アメリカ合衆国）のスクリュー推進スループ艦USSフーサトニック（排水量1,240 ショートトン 1,124 メトリックトン））を撃沈し、フーサトニックの乗員5名が死亡した。
しかし、フーサトニック撃沈後にハンリー自身もまた帰還することなく理由不明ながら沈没、3組目の乗組員8人全ても戦死した。その136年後の2000年8月8日、沈んでいたハンリーの残骸は引き上げられ、2004年4月17日、DNA鑑定の終わった8人の乗組員の遺骸は軍葬の礼によってチャールストンのマグノリア墓地に埋葬された。

## 歴史
ハンリーとその前に製作された2隻の潜水艦は、ホレス・L・ハンリー、ジェイムズ・マクリントックおよびバクスター・ワトソンが民間人として開発し、資金も賄われていた。

### ハンリーより前の潜水艦
ハンリー、マクリントックおよびワトソンの3人は先ずルイジアナ州ニューオーリンズでパイオニアと名付けた小さな潜水艦を建造した。パイオニアは1862年2月にミシシッピ川で試験され、さらに試験するためにポンチャートレイン湖に曳航された。しかし、北軍がニューオーリンズに侵攻してきたために、開発は中止されパイオニアは自沈させられた。記録が確かなものではないが、バイユー・セントジョンと名付けられた南軍の潜水艦がパイオニアとほぼ同じ時期に建造された可能性がある。
3人の発明家はモービルに移動し、そこで機械工のトマス・パークとトマス・ライアンズと合流した。彼等は間もなく2代目の潜水艦アメリカンダイバーの開発を始めた。その活動はアメリカ連合国軍に支援された。第21アラバマ歩兵連隊のウィリアム・アレクサンダー中尉がこの計画の監督任務を与えられた。開発チームは先ず電磁動力や蒸気動力による推進法を試したが、結局は単純な手回しクランクによる推進法に落ち着いた。アメリカンダイバーは1863年1月には港での試験の用意ができていたが、速度が遅すぎて実用的ではないことが分かった。2月には北軍による海上封鎖への攻撃が試みられたが成功しなかった。2月遅くに到来した嵐のためにアメリカンダイバーはモービル湾口で沈み、引き揚げられることは無かった。

### ハンリーの建造と試験
アメリカンダイバーが失われてから直ぐにハンリーの建造が始まった。この段階では「フィッシュボート」「フィッシュ・トーピードウ・ボート」あるいは「パーパス（ネズミイルカ）」など様々に呼ばれていた。長く続く伝説では、ハンリーは廃棄された蒸気ボイラーの胴体で造られていたことになっている。これはおそらく、実機を見たことのあるウィリアム・アレクサンダーが描いた断面図では短くずんぐりした機械を示していたからだった。実際のハンリーはその役目に合うように設計され建造されていたので、1902年にP・G・スカーレットが描いた図面に見られる流線型で現代風の艇が正確な描写になっている。ハンリーは8人の乗組員で設計された。7人が手回しクランク推進のプロペラを回し、1人が舵を握って船の針路を決めることになっていた。船の両端にはバラストタンクが備えられ、バルブを開けて水を満たしたり手動ポンプで水を排出したりできるように設計された。船殻の下にも鉄の錘をボルト止めしてバラストに使われた。潜水艦が急浮上するために浮力が必要な時は、船の中からボルトの頭を落として錘を落とすことが出来るようにした。

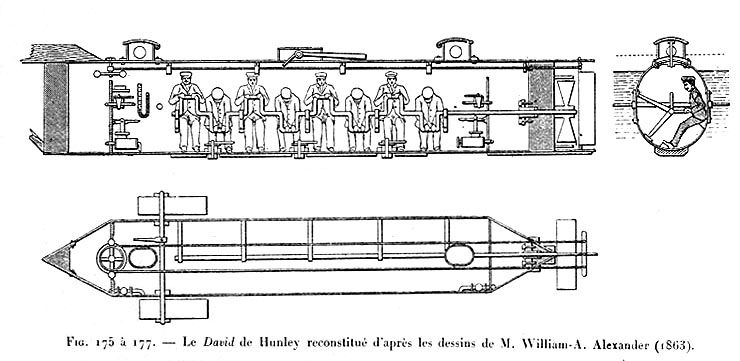
船内の断面図と平面図、ウィリアム・アレクサンダー中尉のスケッチによる、1863年作図

ハンリーには前と後の低い船橋の上にそれぞれ水密ハッチがあり、小さな舷窓と細長くて三角形の水切り板が付いていた。ハッチは14ないし15インチ (36 ないし 38 cm) と大変小さなものであり、船殻への出入りが難しかった。船殻の高さは4フィート3インチ (1.2 m) しかなかった。
ハンリーは1863年7月には公試可能になった。南軍の提督フランクリン・ブキャナンの監督下で、モービル湾で石炭用平底船を攻撃して成功させた。この公試後に鉄道でサウスカロライナ州チャールストンに運ばれ、8月12日に到着した。
南軍はハンリーがチャールストンに到着してから直ぐ、その民間人建造者かつ所有者からこの艦を押収し、アメリカ連合国陸軍に引き渡した。この時点からハンリーはアメリカ連合国陸軍の艦艇として運用されることになるが、ホレス・ハンリーとその共同事業者はこの潜水艦の試験や運航に関わり続けた。南軍の艦船としてCSSハンリーと呼ばれることがあるが、アメリカ連合国政府が公式にこの艦艇に就役命令を出したことは無かった。
アメリカ連合国海軍CSS チコーラ乗り組みの大尉ジョン・A・ペインがハンリーのスキッパー（艦長）を志願し、この潜水艦を操艦するためにチコーラとCSS パルメット・ステートから7人の志願乗組員が集められた。8月29日、ハンリーの新しい乗組員は潜水艦の操艦法を覚えるために試験潜航の準備をしていたが、乗組員が艇を漕いで走っている時にペイン大尉が誤って潜航板を制御するレバーを踏みつけてしまった。このときハッチが開いたままでハンリーが潜航し、艇の中は水に浸かった。ペインの他に2人が脱出できたが、残り5人は溺死した。
10月15日、ハンリーが仮想攻撃を行っているときに浮上に失敗し、ホレス・ハンリーと乗組員7人が死んだ。どちらの事故のときもアメリカ連合国海軍がハンリーを引き揚げ、任務に復帰させた。

### 武装
ハンリーは当初、艇の後端の長いロープの端に結びつけた接触信管を備えた浮遊式水雷で攻撃することを意図していた。ハンリーが敵艦に接近してその下に潜航し、敵艦の向こう側で浮上する。そのまま敵艦から離れていけば、引っ張られている水雷が敵艦の舷側に当たって爆発することになっていた。しかし、このやり方では引き綱がハンリーのスクリューに絡みつくか、自艦の方に流れてきて自艦そのものが危なくなる可能性があるために、実行不可能と判断された。
浮遊式水雷の代わりに外装水雷が採用された。これは90ポンド（41 kg）の火薬を入れた樽を長さ22フィート（6.7 m）の木製円柱の先に付けたものだった。その形態は当時の潜水艦の絵で見ることができる。この外装水雷はハンリーの船首の上に載せられ、潜水艦が水面下6フィート（1.8 m）以上沈んだときに使えるようになっていた。水雷の先端には鉤針が付いており、敵船に当ててその舷側に引っ掛けるように考えられた。当初の設計では潜水艦が敵船から離れてから爆発するように、紐で引っ張る機械的な引き金が付けられていた。しかし引き上げられたハンリーの調査では、一巻きの銅線や電池の部品が見つかっており、電気的に爆発させた可能性がある。ホレス・ハンリーの死後、P・G・T・ボーリガード将軍はこの潜水艦では水面下から敵船を攻撃させないという命令を出した。この命令に対応して、潜水艦の船首に鉄製パイプが取り付けられ、その先端が下方に曲げられており、水雷が効果を出しやすいだけの水深で引っ掛けられるように工夫された。この方法はそれより前にCSSデイビッドタイプの水上艦のために開発されたもので、北軍のUSSニューアイアンサイドに対して成功していた。1902年発行の雑誌「コンフェデレイト・ベテラン（南軍の古参兵）」では他の技師達と共にマーシャル砲台に詰めていたある技師の回想記が載せられ、ハンリーが1864年2月17日の最後の任務で出港する前に鉄製パイプの構造を調整したと述べている。鉄製パイプ円柱の絵はデイビッドタイプの装置を肯定するものであり、潜水艦の軍事史初期出版物の幾つかに掲載された。

### USSフーサトニックへの攻撃
ハンリーは1864年2月17日の夜に、その最初で最後の生きた標的への攻撃を行った。その標的がUSSフーサトニックだった。USSフーサトニックは排水量1,240 ショートトン（1,124 メトリックトン）、蒸気駆動で大砲12門を搭載したスループ・オブ・ウォーであり、チャールストン港入口の沖合約5マイル（8 km）に停泊していた。チャールストンの海上封鎖を破るための動きとして、ジョージ・E・ディクソン海軍大尉と7人の志願兵乗組員がフーサトニックに挑み、その船殻にうまく鉤針付き外装水雷を引っかけさせた。ハンリーが十分遠ざかってから水雷を爆発させ、それから5分の内にフーサトニックを沈ませた。フーサトニックの乗組員5人が艦と運命を共にしたが、残りは救命ボートに乗り移ったり、マストに上って救出を待ったりして助かった。

### ハンリーの沈没
ハンリーは攻撃を成功させたが、そのまま未帰還となった。攻撃を開始した午後8時45分から、約1時間後まではハンリーが健在だったとする証言がある。攻撃の翌日、マーシャル砲台の指揮官は潜水艇が帰投しつつあるという「所定の信号」を受信したと報告した。その信号が具体的に何だったのかは示されていない。戦後の記事によればその信号とは「二つの青い光」であり、フーサトニックの見張員もフーサトニックの沈没後に海上で青い光を見たと述べている。1864年当時の米海軍で「青い光」と言えば発火信号を指したが、後世の出版物では誤って青い角灯だとされた。発見されたハンリーの角灯のレンズは青ではなく無色だった。青い発火信号であれば、ハンリーがフーサトニックを攻撃した地点とマーシャル砲台の間の距離約4マイルなら容易に視認できた筈である。
ディクソンは信号の発信後サリバン島まで戻るため艇を潜航させた筈だが、その後何があったのかは判っていない。ハンリーの発見者らはフーサトニックの乗員を救助しに来た連邦の軍艦カナンダイグア号に意図せず衝突されたのではないかと指摘したが、引き揚げられたハンリーの艇体にそのような損傷は見当たらなかった。
もう1つの可能性として、水雷は攻撃中に故障して意図通りに爆発しなかったのかもしれない。元の想定では、水雷はハンリーが150フィート（46m）ほど離れた時点で爆発するよう考えられていた。しかしフーサトニック上にいた乗組員の目撃証言によれば、水雷の爆発時点でハンリーは100フィート（31m）も離れていなかった。
2008年10月、科学者達の報告によると、ハンリーの乗組員は排水ポンプを作動させておらず、浸水していなかったらしい。サウスカロライナ・ハンリー調査委員会の委員長は「こうなると、乗組員が酸素不足で失神したとする説の信憑性が高まる」と語った。「乗組員はクランクを回して艦を動かしていた筈で、酸素残量を計算違いしていたのかも知れない」。
2013年1月、ハンリーの管理員であるポール・マーディキアンは、ハンリーの艇首から伸びる長い支持棒の先端に銅製スリーブの痕跡を見付けた。これによりハンリーの水雷は支持棒に直接装着されていたことが判り、水雷の爆発時点でハンリーはフーサトニックから6mも離れていなかったことが判明した。この結果、明らかに乗員は爆傷で即死したものだとする論文が2017年8月に出版された。乗員の死因は臓器損傷と推測され、特に肺挫傷や脳挫傷が考えられる。 
ハンリーの乗組員は全滅したが、戦闘で1隻の艦船を沈めた最初の潜水艦として、海中戦闘の歴史に確たる足跡を残した。

## ハンリーの残骸
ハンリーの発見について、海軍歴史センターの海軍史ディレクター、ウィリアム・ダドレー博士は、「おそらく20世紀のアメリカで最も重要な水中考古学的発見」と表現した。このちっぽけな潜水艦とその中身は4,000万ドル以上の価値があるとされてきており、その発見とそれに続く寄付は、サウスカロライナ州がかつて経験したこともないような重要で価値ある貢献としている。

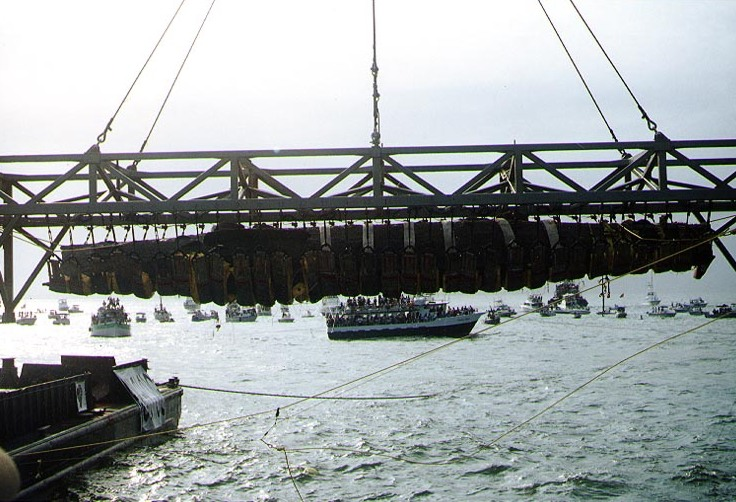
H・L・ハンリー、チャールストン港でクレーンで引き揚げられているところ、2000年8月8日（写真はアメリカ合衆国海軍歴史センター提供）

ハンリー発見については2人の個人が別々に報告している。海洋研究協会の水中考古学者E・リー・スペンスが1970年にハンリーを発見したとされている。これには1980年7月8日の市民海事裁判所審理を含め、幾つかの立証証拠もある。
1976年9月13日、アメリカ合衆国国立公園局は海洋研究協会（スペンス）の報告したH・L・ハンリーの沈んでいる場所を、国定歴史登録財に含めることを提案した。H・L・ハンリーを登録財に載せることが1978年12月29日に公式のものとなり、スペンスの主張するその場所が公式記録となった。1995年1月に出版されたスペンスの著書『南軍海岸の宝物』ではハンリー発見に1章を割いており、残骸の場所を示す"X"印の入った地図も載せられている。
1995年4月、小説家クライブ・カッスラーが資金を出した国立海中海洋機関の潜水チームを潜水夫ラルフ・ウィルバンクスが率いているときに、残骸を発見したと主張した。クライブ・カッスラーはこれは新しい発見であると主張し、初めその場所はフーサトニックよりも1マイル（1.6 km）以上海岸側の水深約18フィート（5 m）であると主張したが、後にこれは誤りだったと認めた。実際にはスペンスが地図化して報告していたように、フーサトニックよりも沖合、水深約27フィート（8 m）にあった。ウィルバンクスは潜水艦が数フィートの沈泥に埋まっており、それが100年以上も艇体を隠し保護していたと主張した。この潜水夫は前方ハッチと通気箱（シュノーケルを取り付けるための空気箱）を砂から出して、潜水艦を特定した。潜水艦は右舷側に約45度傾いており、厚さ4分の1ないし4分の3インチ（0.6- ないし 1.9-cm）の錆で覆われ、砂や貝殻の破片が付いていた。考古学者が船体の左舷側を掘り出し、船首の潜航用翼も発見した。さらなる調査で全長約37フィート（11 m）の艇がそのまま沈泥の下に保存されていることが分かった。
1995年9月14日、サウスカロライナ・ハンリー調査委員会の委員長でアメリカ合衆国上院議員のグレン・F・マコネルの公式要請に応えて、E・リー・スペンスはサウスカロライナ州検事総長チャールズ・M・コンドンと共にハンリーをサウスカロライナ州に寄付する調印を行った。その後間もなく国立海中海洋機関が政府当局にウィルバンクスによって沈船があるとされた場所を明らかにし、それが2000年10月に公にされたとき、スペンスが1970年に示した場所と標準的な地図の誤差内にあることが分かった。スペンスは1970年にハンリーを発見しただけでなく、1971年とさらには1979年にもそこを訪れて地図化し、1995年の著書でその場所を掲載した後は、国立海中海洋機関（実際にはクライブ・カッスラーではなく、マーク・M・ニューウェル博士が指導したサウスカロライナ州考古学考古学人類学研究所の遠征隊の一部だった）が独自にハンリーとして残骸を発見したことを明らかにし、国立海中海洋機関はそれを発見したと主張すべきではないとしている。ニューウェル博士はスペンスの地図を使って国立海中海洋機関とサウスカロライナ州考古学人類学研究所の合同チームに指示を出したこと、最初の発見の功はスペンスにあること、彼の探査チームは公式確認のためのみに行動したことを宣誓のもとに証言した。このことは後に政治操作の陳述、役所の職権乱用、およびその他疑問のある行動を伴い議論を続かせるもとになった。
ハンリーをそこに置いたままでの水中考古学的調査と掘削の後で、2000年8月8日にハンリーを引き揚げることになった。海軍歴史センターの水中考古学部、アメリカ合衆国国立公園局、およびサウスカロライナ州考古学人類学研究所からの学者チームに様々な個人も加わって、引き揚げ前に潜水艦を調査し、測量し、文書化した。現地調査が完了すると、鋼索を潜水艦の下に通し、オーシャニアリング会社が設計したトラスが取り付けられた。最後の鋼索が取り付けられた後、引き揚げ船カーリッサ・Bのクレーンで海底からハンリーを引き揚げた。ハンリーはチャールストン港口の外にあるサリバン島から3.5海里（6 km）以上外側にある大西洋の海原に上がってきた。30年前に沈船の場所を特定するために六分儀や携帯コンパスを使っていたにもかかわらずスペンス博士の示した地点の精度は誤差52 m で、その場所は全長64 m の引き揚げバージの範囲内にあることが分かった。2000年8月8日午前8時27分、この潜水艦は136年の眠りの後で初めて水面に現れ、岸の群衆や周辺の水上船に歓呼で迎えられた。ハンリーは一旦輸送用バージに固定され、チャールストンに曳航された。この回収作業はハンリーが元チャールストン海軍造船所、現在はウォーレン・ラッシュ保管センターの特別に設計された清水タンク内部に保管されたときに終わり、その後は保存されている。

## 乗組員
ハンリーの乗組員は、指揮官のジョージ・E・ディクソン海軍大尉、フランク・コリンズ、ジョセフ・F・リッジャウェイ、ジェイムズ・A・ウィックス、アーノルド・ベッカー、C・F・カールソン伍長、C・ランプキンおよびミラー（ファーストネームは未だ明らかでない）という男性だった。
指揮官であるジョージ・E・ディクソン海軍大尉は別として、ハンリーの志願乗組員の出自については長い間解明されないままだった。スミソニアン博物館の国立自然史博物館で働いている自然人類学者ダグラス・オーズリーが遺骸の調査を行い、食物の主成分によってその歯や骨に残された化学的特長に基づき、4人はアメリカ生まれ、他の4人はヨーロッパ生まれと結論付けた。4人はアメリカ食であるトウモロコシを豊富に食べており、他の4人はヨーロッパ食である小麦やライ麦を多く食べていた。法医学系図学者のリンダ・エイブラムスが南北戦争中の記録を調べ、血縁者の可能性がある者とのDNA型鑑定を行うことにより、ディクソンとコリンズ、リッジャウェイおよびウィックスの4人のアメリカ人の遺体を特定できた。ヨーロッパ人乗組員の特定は困難だったが、2004年後半に解決された。遺骸のあった位置からは、乗組員がその持ち場で死んでおり、沈みゆく潜水艦から脱出しようとはしていなかったことが分かった。
2004年4月17日、ハンリーの乗組員の遺骸は軍葬の礼でチャールストンのマグノリア墓地に埋葬された。「南軍最後の葬礼」とも呼ばれたこのときの会葬者は35,000人とも50,000人とも言われ、中には1万人の軍人と市民の時代再現者もいた。ジョージ・E・ディクソン海軍大尉はフリーメイソンだったので、当時所属したアラバマ州モービルの支部メンバーによってフリーメイソンの典礼に従って葬られた。ディクソンの祈念のために毎年4月にモービル湾口にあるドーフィン島の南北戦争史跡であるゲインズ砦で特別の屋外行事が行われている。この行事には毎年全国のフリーメイソンが多く集まってくる。
ハンリーはさらなる研究と保存のためにウォーレン・ラッシュ保管センターに置かれている。その後の研究で潜水艦のバラストとポンプの仕組み、舵と潜行装置および最終的組立ての構造など予期しなかった発見があった。
2002年にある研究者がディクソン大尉の見つかった場所近くを検査しているときに、歪んだ20ドル金貨を見つけた。これは1850年の鋳造であり、「シャイロー、1862年4月6日、私の命の守護者G・E・D」という刻印があった。また法医学系図学者がディクソンの腰骨に治癒された傷跡を見つけた。これはディクソンの家系に伝えられた伝説と一致しており、ディクソンの恋人クィーニー・ベネットが彼を守るためにその金貨を渡していた。ディクソンはシャイローの戦いのときにその金貨を身につけており、1862年4月6日に太腿を負傷していた。弾丸がそのポケットにあった金貨に当たり、彼の足と恐らくは命さえも救った。ディクソンはその金貨に刻印を打ち、お守りとして携行した。

## ハンリーの見学
毎週末、ウォーレン・ラッシュ保管センターのハンリーを収容している保存研究室にはガイド付きツアーで入ることができる。ここではハンリーの中で見つかった工作物や潜水艦に関する展示品およびビデオを見ることができる。

## 大衆文化の中で
- CBSテレビの番組『グレート・アドベンチャー』の第1回で、ハンリーの最後の任務とそれに繋がる出来事を脚色して放送した。ディクソンの役はジャッキー・クーパーが演じた[43]。
- 1999年、ターナー・ネットワーク・テレビジョンがケーブルテレビ用映画『ザ・ハンリー』（The Hunley，邦題は『潜水艦CSSハンレー』）を制作した。これはチャールストンの基地におけるH・L・ハンリーの最後の任務を映像化したものである。ディクソン役でアーマンド・アサンテ、ディクソンの上官でハンリー計画を指導したボーリガード将軍役でドナルド・サザーランドが出演した[44]。
- 南軍古参兵の息子達のH・L・ハンリー若年予備役将校訓練司令部賞はハンリーの事跡に因むものであり、学校時代にその部隊に大きな価値、栄誉、勇気、行動を示した士官候補生に与えられている[45]。